# Sergueï Neoustrouïev
Sergueï Semionovitch Neoustrouïev (en russe : Сергей Семенович Неуструев), né le 23 septembre 1874 à Nijni Novgorod et mort le 25 mai 1928 à Syzran, est un géographe russe, fondateur du département de pédologie et de géographie de l'université de Saint-Pétersbourg, et organisateur de nombreuses expéditions en Asie centrale. Il était l'époux de la botaniste Olga von Knorring.

## Biographie
Il termine en 1898 ses études au département des sciences naturelles de l'université de Moscou en tant que spécialiste de la chimie organique. Il prend part à l'excursion scientifique dans la région de la Volga des membres du VIIe Congrès international de géologie, en tant qu'accompagnateur à la suite de laquelle il devient pédologue dans la région de Samara où il demeure jusqu'en 1908. Il y étudie la structure géologique et l'environnement, notamment dans la partie occidentale du gouvernement d'Orenbourg.
De 1908 à 1914, il organise plusieurs expéditions scientifiques (botaniques et géologiques) pour le compte de la Société des migrations du ministère de l'Agriculture qui le mènent dans le Turkestan russe, dans l'Alaï, l'actuel Kazakhstan, la vallée de Ferghana, jusqu'au Pamir, etc. Plusieurs scientifiques et futurs scientifiques de renom se joignent à lui, comme son épouse Olga von Knorring ou Boris Fedtchenko. En 1915, les autorités locales l'invitent à étudier la géologie et la géographie de la région d'Orenbourg.
Après la guerre civile, il est nommé en 1921 enseignant à la faculté de géographie de l'université de Pétrograd où il fonde un département de géopédologie, le premier au monde.

## Quelques publications
- (ru) Естественные районы Самарской губернии (1910)
- (ru) Бузулукский уезд (1914)
- (ru) Естественные районы Оренбургской губернии (1918)
- (ru) Генезис и география почв [Genèse et géographie des sols] (postface d'I.I. Guerassimov), Moscou, éditions Naouka, 1977, 328 pages